# Seifritz (Gemeinde Bad Großpertholz)
Seifritz (früher auch Seyfrieds) ist eine Ortschaft und eine Katastralgemeinde der Gemeinde Bad Großpertholz im Bezirk Gmünd in Niederösterreich mit 17 Einwohnern (Stand 1. Jänner 2024).

## Geografie
Der zwischen Abschlag und Mühlbach gelegene Weiler befindet sich links über dem Mühlbach auf einer Anhöhe.
Am 1. April 2020 umfasste die Ortschaft 7 Adressen.

## Geschichte
Im Jahr 1822 wurde der Ort als Dorf mit acht Häusern genannt, das nach Oberkirchen eingepfarrt war undh die Kinder zur Einschulung nach Bad Großpertholz kamen. Die Herrschaft Weitra besaß die Ortsobrigkeit, übte die Landgerichtsbarkeit aus, besorgte die Konskription und hatte die Grundherrschaft inne.

## Siedlungsentwicklung
Zum Jahreswechsel 1979/1980 befanden sich in der Katastralgemeinde Seifritz insgesamt 7 Bauflächen mit 3.344 m² und 4 Gärten auf 2.530 m² und auch 1989/1990 waren es 7 Bauflächen. 1999/2000 war die Zahl der Bauflächen auf 29 angewachsen und 2009/2010 waren es 18 Gebäude auf 25 Bauflächen.

## Landwirtschaft
Die Katastralgemeinde ist landwirtschaftlich geprägt. 50 Hektar wurden zum Jahreswechsel 1979/1980 landwirtschaftlich genutzt und 15 Hektar waren forstwirtschaftlich geführte Waldflächen. 1999/2000 wurde auf 50 Hektar Landwirtschaft betrieben und 15 Hektar waren als forstwirtschaftlich genutzte Flächen ausgewiesen. Ende 2018 waren 48 Hektar als landwirtschaftliche Flächen genutzt und Forstwirtschaft wurde auf 1.566 Hektar betrieben. Die durchschnittliche Bodenklimazahl von Seifritz beträgt 18,1 (Stand 2010).